# Conselice
Conselice là một thành phố tại tỉnh Ravenna, Emilia-Romagna, Ý. Đô thị này có cự ly km về phía đông nam Bologna và có diện tích 60 km2, dân số là 9920 người (thời điểm 30 tháng 4 năm 2010). Đô thị này nằm trong thung lũng sông Po.